# Anticipación estratégica
Antiguamente llamada « anticipación industrial », la anticipación estratégica o anticipación corporativa (en inglés: Corporate foresight), que ciertamente incluye y comprende la anticipación tecnológica, reagrupa las técnicas de investigación documentaria e informativa y de tratamiento de la información, permitiendo la adopción de alguna conveniente y oportuna decisión estratégica para el caso de una determinada empresa o una determinada administración, léase incluso un determinado Estado.

## Alcance
En el año 2007, una interesante investigación ya indicaba que la anticipación estratégica en Francia englobaba o debía englobar aspectos muy amplios, integrando otros tipos de "anticipaciones" más específicas y concretas, y en cierta medida conformando así una especie de "metaanticipación" o "metaconocimiento sobre el futuro posible".
En efecto, las personas interrogadas al respecto sobre lo que pensaban o lo que sentían, indicaron por amplia mayoría, que la "anticipación estratégica" o "anticipación prospectiva" debía considerar una orientación a 360°, aunque en algunos casos se enfatizaba más sobre los aspectos económicos, societarios, tecnológicos, reglamentarios, financieros, de buena imagen, o se particularizaba más sobre las empresas competidoras, etc.

## Tipología
Existen por cierto varias clases de anticipación estratégica, a imagen de lo que sucede con la anticipación societaria o la anticipación jurídica.
Estas diferentes clases o tipos responden a objetivos bien precisos respecto de la organización o institución a la que se orientan, para así y en líneas generales poder aportar los siguientes beneficios: